# Артур I (герцог Бретани)
Артур I (англ. Arthur, 30 апреля 1187, Нант — 3 апреля 1203, Руан) — герцог Бретани с 1196 года, граф Ричмонд с 1187 года из династии Плантагенетов. Сын Жоффруа II, герцога Бретани и Констанции де Пентьевр, графини Ричмонд.

## Биография

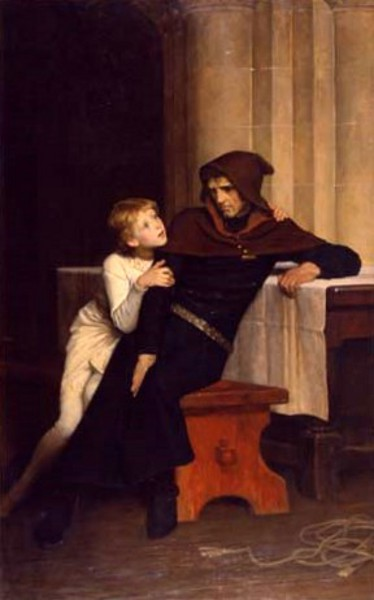
Принц Артур и Юбер де Бург. Худ. Уильям Фредерик Йимз (1870)

Родился Артур 30 апреля 1187 года в Нанте. Его отец погиб 19 августа 1186 года на турнире, поэтому Артур должен был унаследовать титул герцога Бретани, хотя само герцогство находилась под управлением его матери. При жизни матери он носил титул графа Ричмонда, хотя графство Ричмонд ещё в 1171 году отошло к английской короне; после смерти матери в 1201 году графство Ричмонд было для него восстановлено той же короной.
Артур рос при дворе короля Франции Филиппа II Августа. В 1196 году бретонская знать провозгласила его герцогом Бретани.
В 1199 году погиб его дядя, король Англии Ричард I. У Артура были законные права на наследование «империи Плантагенетов» (Англия, Нормандия, Анжу, Мэн, Пуатье, Аквитания), но английская знать провозгласила королём младшего брата его отца — Иоанна Безземельного.
В 1202 году король Франции Филипп призвал Иоанна появиться при дворе и, когда тот отказался, вторгся в Нормандию и даровал Артуру почти все владения Иоанна во Франции. В ходе войны Артур осадил свою бабушку Алиенору Аквитанскую в замке Мирабо (Мирабо). Замок легко пал бы, если бы 78-летняя Алиенора не организовала серьёзную оборону, так что защитники продержались несколько дней до 31 июля 1202 года, пока к замку не подошёл Иоанн со своими войсками и взял Артура в плен. Артур был сначала заключен в замке Фалез под надзором Юбера де Бурга, и Иоанн дал приказ ослепить и кастрировать Артура, который не был выполнен де Бургом. В 1203 году Артур был переведен в Руан под надзор Уильяма де Браоза, где он и скончался.
Традиционно считается, что его убили по приказу короля Иоанна (по другой версии — его убил лично король, а затем труп юноши, к которому был привязан камень, бросили в реку Сену. Однако спустя некоторое время тело Артура было выловлено из Сены и тайно похоронено в склепе аббатства Бек).
- Помолвка 11 ноября 1190 года с Вальдрадой (?), третьей дочерью графа и короля Сицилии Танкреда ди Лечче и Сибиллы Аквино, графини Ачерра.
- Помолвка апрель 1202 года с Марией Французской (пос. 1197—1238), дочерью Филиппа II Августа и его третьей жены Агнессы Андех-Меранской.